# Apeadero de Freixo de Numão
Nota: no confundir con el Apeadero de Freixo, en la Línea de Beira Alta, ni con la antigua Estación de Freixo de Espada a Cinta, en la Línea del Sabor.
El Apeadero de Freixo de Numão, originalmente denominado Estación de Freixo, y posteriormente como Estación de Freixo de Numão - Mós do Douro, es una plataforma ferroviaria de la Línea del Duero, que sirve a las localidades de Freixo de Numão y Mós, en el ayuntamiento de Vila Nova de Foz Côa, en Portugal.

## Historia
Este apeadero se encuentra en el tramo entre las Estaciones de Túa y Pocinho de la Línea del Duero, que abrió a la explotación el 10 de enero de 1887.
Anteriormente, poseía un elevado movimiento, debido a las conexiones con Barca de Alba y con la Línea del Sabor.

### Cambios de denominación
En 1913, ostentaba la categoría de estación, y era denominada como "Freixo". En 1979, la denominación ya había sido alterada a Freixo de Numão; no obstante, debido a su mayor proximidad en relación con Mós do Duero, la población de esta localidad solicitó alterar el nombre de la estación, por el que, en 1984, ya se llamaba de Freixo de Numão - Mós del Duero. Posteriormente, la Red Ferroviaria Nacional volvió a alterar la denominación a Freixo de Numão.